# (19758) Janelcoulson
(19758) Janelcoulson (2000 GH100) – planetoida z pasa głównego asteroid okrążająca Słońce w ciągu 3,61 lat w średniej odległości 2,35 j.a. Odkryta 7 kwietnia 2000 roku.